# هف دوم
هف دوم (به انگلیسی: Half Dome) (به معنی نیم‌گنبد) یک گنبد از جنس سنگ خارا است که در پارک ملی یوسیمیتی در شمال شرقی شهرستان ماریپوزا در ایالت کالیفرنیای آمریکا واقع شده‌است.
این تاج گرانیتی در انتهای دره یوسیمیتی قرار دارد و ارتفاع آن از کف دره ۱۴۴۴ متر (۴٬۷۳۷ فوت) است.
نام این قله سنگی در زبان سرخ‌پوستان محل تیس‌سااک Tis-sa-ack بود به معنی «صخره شکافته».
تا دهه ۱۸۷۰ هف دوم را «کاملاً غیرقابل دسترس» می‌نامیدند تا این‌که سرانجام جرج جی. اندرسون در اکتبر ۱۸۷۵ به قله آن رسید. وی برای این کار مسیری را از طریق مته‌کاری و کوبیدن میخ در گرانیت‌های نرم‌تر ایجاد کرده و از آن گذر کرد.
امروه برای رسیدن به هف دوم چندین مسیر مختلف ایجاد شده و هر ساله هزاران کوهنورد با پیمودن مسیری ۱۳٫۷ کیلومتری (۸٫۵ مایلی) از کف دره به قله هف دوم می‌رسند.